# Norman Mailer
Norman Mailer (n. 31 ianuarie 1923, Long Branch⁠(d), New Jersey, SUA – d. 10 noiembrie 2007, New York City, New York, SUA) a fost unul dintre marii scriitori evrei americani contemporani.

## Date biografice
S-a născut în anul 1923 la Long Branch, New Jersey. A studiat la Universitatea Harvard.
A luptat în Filipine în cel de-al Doilea Război Mondial, experiență reflectată în capodopera sa, romanul The Naked And The Dead (Cei goi și cei morți) (1948), considerat a fi primul roman postmodern. Romanele sale, ce se înrudesc cu reportajul, realizează o explorare a psihologiei umane pe fundalul evenimentelor reale, sunt relatate într-un stil direct, cu insistență asupra detaliilor și descriu stilul de viață american.
În abordarea operei lui Norman Mailer nu se poate face o distincție clară între ficțiune, jurnalism și eseistică, combinația de reportaj și proză foarte personală se întâlnește în multe dintre cele mai cunoscute opere ale sale. A publicat poezie, proză scurtă, scrieri politice, o vastă eseistică, biografii și critică literară.
A decedat pe data de 10 noiembrie 2007, în urma unei insuficiențe renale.

## Opere
- The Naked And The Dead (Cei goi și cei morți) (1948)
- The Deer Park (Parcul de cerbi) (1955)
- An American Dream (Un vis american) (1965)
- Why Are We In Vietnam? (De ce ne aflăm in Vietnam?) (1967)
- Armies of the Night (Armatele nopții) (1968, distins cu Premiul Pulitzer și National Book Award)
- Marilyn (1973)
- The flight (Bătaia) (1975)
- Genius and Lust (Geniu și voluptate) (1976), eseuri
- The Executioner's Song (Cântecul călăului) (1979, Premiul Pulitzer)
- Harlot's Ghost (Strigoiul lui Harlot) (1991)
- The Gospel According To The Son (Evanghelia după Fiu) (1997).